# 科技旅遊
科技旅遊，是以科學技術為支撐，以各種科技資源為吸引物，以滿足旅遊者增長知識、開拓視野、豐富閱歷、休閒娛樂等目的，融合參觀、考察、學習、娛樂、購物等活動於一體的專項旅遊。
早在1930年代，法國就出現了科技旅遊的雛形。雷諾、標緻、雪鐵龍三家汽車製造公司透過安排民眾參觀其汽車組裝廠生產線，以宣傳品牌與企業形象，取得了良好的成效。其後眾多企業爭相仿效，科技旅遊因而開始盛行。
另外，近幾年因應新興技術的崛起與大數據發展，越來越多人開始重視如何以科技融入人們日常旅遊當中。將新興技術的便利性帶入旅遊體驗中。如全球最大之倫敦旅展中的Travel Forward （页面存档备份，存于）、台灣從2019年開始辦理的每年一度科技觀光主題競賽科技觀光得塔推進賽 （页面存档备份，存于），又或是ITB旅展中的新興主題Travel Tech、eTravel （页面存档备份，存于）等等皆可見一般。